# Claoxylon grandifolium
Claoxylon grandifolium är en törelväxtart som först beskrevs av Jean Louis Marie Poiret, och fick sitt nu gällande namn av Johannes Müller Argoviensis. Claoxylon grandifolium ingår i släktet Claoxylon och familjen törelväxter. Inga underarter finns listade i Catalogue of Life.